# Алиев, Ахмет-Али Мелик оглы
Ахмет-Али Мелик оглы Алиев (15 апреля 1902, Баку — 5 июля 1953, Баку) — советский офицер, полковник (1940). Участник Гражданской войны в Закавказье. Участник Великой Отечественной войны на южном фланге. Командир 321-я стрелковой дивизии (1-го формирования) во время Крымской оборонительной операции, командир 156-й стрелковой дивизии во время Керченской оборонительной операции. Ранен, скрывался на территории противника, был схвачен в 1943 году и содержался в концлагерях до 1945 года. Прошёл проверку и уволен в запас.

## Биография

### Гражданская война и межвоенное время
Родился 15 апреля 1902 года в Баку, азербайджанец. В Красной армии с июля 1920 года. Окончил Азербайджанскую сводную военную школу комсостава РККА (1922), курсы физического образования комсостава РККА им. В. И. Ленина (1925), курсы «Выстрел» (1930), Военную академию РККА им. М. В. Фрунзе (1936), Академию Генштаба РККА (1939).
В Гражданскую войну А. А. М. Алиев 9 июля 1920 года, после занятия частями Красной армии Баку, добровольно вступил в РККА и был зачислен курсантом в Азербайджанскую сводную военную школу комсостава РККА. Будучи курсантом и помощником командира взвода, в октябре — ноябре 1920 года в составе отряда особого назначения боролся против дашнаков в Нагорном Карабахе, в марте — мае 1921 года участвовал в Тифлисской операции и установлении советской власти в Грузии. По окончании школы оставлен в ней командиром взвода.
В послевоенный период продолжал командовать взводом в Азербайджанской сводной военной школе комсостава РККА. С октября 1924 по август 1925 года находился на курсах физического образования комсостава РККА им. В. И. Ленина. В марте — апреле 1923 года командиром взвода школы участвовал в ликвидации бандитизма в Кюрдамире, в августе — сентябре 1924 года — в подавлении антисоветского восстания в Грузии в районе Сурама, в сентябре — октябре 1926 года боролся с бандформированиями на персидской границе в районе станции Джульфа. С сентября 1927 года служил курсовым командиром в Закавказской пехотной школе ЗакВО. С марта по ноябрь 1930 года обучался на курсах «Выстрел». После возвращения в школу исполнял должность командира роты курсантов. С мая 1931 года проходил службу в 3-м горнострелковом полку Азербайджанской горнострелковой дивизии в должностях командира роты, начальника и политрука полковой школы. В сентябре 1932 года командирован на учебу в Военную академию РККА им. М. В. Фрунзе, по окончании которой в ноябре 1936 г. направлен помощником начальника 1-й части штаба 77-й Азербайджанской горнострелковой дивизии ЗакВО. В марте 1937 года направлен в 229-й горнострелковый полк этой же дивизии, где исполнял должности начальника штаба, затем командира полка. С ноября 1937 по август 1939 года обучался в Академии Генштаба РККА. После завершения обучения назначен начальником штаба 7-й стрелковой дивизии. Полковник (1940). В августе 1940 года переведён руководителем тактики в Краснодарское стрелково-пулеметное училище.

### Великая Отечественная война
С началом Великой Отечественной войны полковник А. А. М. Алиев продолжал служить в этом училище. В августе 1941 года он назначается врид командира 2-й Крымской стрелковой дивизии народного ополчения, которая в составе 51-й отдельной армии выполняла задачи по обороне Крыма. 24 сентября она была переформирована в 321-ю стрелковую дивизию. В конце ноября полковник А. А. М. Алиев назначен командиром 156-й стрелковой дивизии, которая в это время находилась на Таманском полуострове после эвакуации Крыма. С 25 декабря она в составе Закавказского (с 30 декабря — Кавказского) фронта приняла участие в Керченско-Феодосийской десантной операции, в освобождении городов Керчь, Новая Покровка, Коктебель.
После остановки советского наступления дивизия в составе Крымского фронта. В первой половине мая соединения 51-й армии под ударами сил противника в ходе операции «Охота на дроф» отошли к Керчи и были эвакуированы на Таманский полуостров. 156-я стрелковая дивизия, отбивая атаки противника, прикрывала отход соединений 44-й и 47-й армий, действуя в районе Турецкого вала. 13 мая 1942 года противник начал обходить её боевые порядки. В этих условиях полковник А. А. М. Алиев принял решение выводить дивизию из-под удара, лично руководя боем арьергарда в составе 381-го стрелкового полка. Это позволило отвести дивизию в район Керчи. Вечером того же дня он был тяжело ранен в районе деревни Гурбаш-Татарский юго-западнее Керчи и оставлен на поле боя. В течение полутора лет он скрывался на территории Крыма под вымышленной фамилией. С 29 октября 1943 года состоял в партизанском отряде в должности начальника штаба отряда.
13 декабря 1943 года был арестован как партизан и направлен в лагерь военнопленных в дерени Ленинское. Вскоре он был переправлен сначала в тюрьму в Симферополе, затем пароходом в Констанцу, а из нее — в Австрию в Кремсе (Шталаг 17 Б). В феврале 1944 года переведен в Германию в Хаммерштейн (шталаг № II-б), оттуда через месяц направлен в Висмар, где 2 мая 1945 года был освобожден частями Красной армии.
Вначале находился на сборном пункте в Дойче-Лау (Германия), затем после проверки контрразведкой назначен командиром офицерского полка. В июле 1945 года переведен в СССР, после чего проходил спецпроверку при 362-м запасном полку 33-й запасной стрелковой дивизии в Муроме. В январе 1946 года уволен в запас по ст. 43, п. «а». Работал начальником отдела военного обучения в Центральном совете Осоавиахима Азербайджанской ССР, умер 5 июля 1953 года в Баку.

## Награды
- Юбилейная медаль «ХХ лет Рабоче-Крестьянской Красной Армии» (1938),
- Орден Красного Звезды (28.06.1943),
- Медаль «За оборону Кавказа» (1.05.1944),
- Орден Красного Знамени (3.11.1944),
- Орден Ленина (30.04.1945),
- Медаль «За победу над Германией в Великой Отечественной войне 1941—1945 гг.» (9.05.1945),
- Орден Ленина (05.11.1946),
- Орден Красного Знамени (15.11.1950).